# Castellgalí
Castellgalí – gmina w Hiszpanii, w prowincji Barcelona, w Katalonii, o powierzchni 17,29 km². W 2011 roku gmina liczyła 2001 mieszkańców. Leży u zbiegu rzek Llobregat i Cardener.